# Marzena Żaba
Marzena Żaba-Matuszewska (ur. 2 listopada 1977) – polska strzelczyni, mistrzyni Europy juniorów.
Była reprezentantką klubu Śląsk Wrocław.
Marzena Żaba jest dwukrotną medalistką mistrzostw Europy juniorów w drużynie. W 1996 roku zdobyła złoty medal w ruchomej tarczy z 10 metrów (wraz z Moniką Sztreisel i Katarzyną Owczarek). Jej rezultat – 350 punktów, był najlepszym wynikiem w drużynie, a w zawodach indywidualnych pozwolił jej uplasować się na piątej pozycji (rok wcześniej była ósma z rezultatem 318 punktów). W 1997 roku została wicemistrzynią Europy juniorek w tej samej konkurencji, osiągając tym razem najsłabszy wynik w zespole (329 punktów). Skład drużyny uzupełniały Sztreisel i Owczarek. 
Jako seniorka uplasowała się na 23. miejscu podczas mistrzostw świata w 1998 roku (347 punktów). Najwyższą indywidualną lokatą na mistrzostwach Europy była dziewiąta pozycja w ruchomej tarczy z 10 metrów w 1999 roku (346 punktów), oraz dziewiąte miejsce w ruchomej tarczy z 10 metrów mix w 2000 roku (354 punkty). 